# Alan Garnett Davenport
Alan Garnett Davenport (* 19. September 1932 in Madras, Indien; † 19. Juli 2009 in London, Kanada) war ein kanadischer Mechanikingenieur und Professor an der University of Western Ontario. Er arbeitete und forschte über Windlasten an hohen Gebäuden und Brücken.

## Leben
Davenport wurde im indischen Madras (heute: Chennai) geboren und wuchs in Südafrika auf. Dort besuchte er das Internat Michaelhouse in KwaZulu-Natal. Später studierte er an der Cambridge University Mechanik und erwarb dort einen Bachelor of Arts und einen Master of Arts.  Einen weiteren Master of Arts erwarb er an der University of Toronto. Er promovierte an der University of Bristol über The Treatment of Wind Loads on Tall Towers and Long Span Bridges in the Turbulent Wind.
Als Professor an der University of Western Ontario konzipierte er das Boundary Layer Wind Tunnel Laboratory (BLWTL), nach seiner Fertigstellung war BLWT I der erste Grenzschicht-Windkanal, der zur Prüfung von Ingenieurbauwerken konzipiert und eingesetzt wurde. In diesem Windkanal wurden solche Gebäude wie der CN Tower, der Willis Tower (der ehemalige Sears Tower) und die Confederation Bridge getestet.
Davenport starb in London (Ontario) nach Komplikationen aufgrund seiner Parkinson-Erkrankung.
Davenport war verheiratet und hatte vier Kinder.

## Auszeichnungen
- 1963: Alfred Noble Prize
- 1987: Goldmedaille der Institution of Structural Engineers
- 1996: International Award of Merit in Structural Engineering
- 2000: Flachsbart-Medaille der Windtechnologischen Gesellschaft[4]
- 2001: Albert-Caquot-Preis der französischen Association Francaise de Génie Civil (AFGC)[5]
- 2002: Order of Canada[6]
- 2005: The Lynn S. Beedle Lifetime Achievement Award from the Council on Tall Buildings and Urban Habitat[7]

## Schriften (Auswahl)
- mit B. J. Vickery: An Investigation of the Behaviour in Wind of the Proposed Centrepoint Tower in Sydney, Australia. University of Western Ontario, Faculty of Engineering Science, 1970.